# Albatross (sång)
Albatross är en instrumentallåt av Fleetwood Mac som utgavs som singel sent 1968 på skivbolaget Blue Horizon. Den komponerades av Peter Green. Låten medtogs inte på något studioalbum vid tiden, men medtogs på samlingsskivorna The Pious Bird of Good Omen i Europa och English Rose i Nordamerika. Låten blev en hit i flera europeiska länder tidigt 1969 och gruppens första stora framgång. i USA lyckades den dock inte nå placering på Billboardlistan.
Låten ska ha inspirerat John Lennon i The Beatles till att skriva komposititionen "Sun King" till albumet Abbey Road.

## Listplaceringar
| Lista (1968-1969) | Position         |
| ----------------- | ---------------- |
| Australien        | 11 (Go Set)      |
| Finland           | 2                |
| Frankrike         | 83               |
| Irland            | 5                |
| Kanada            | 45 (RPM)         |
| Nederländerna     | 1                |
| Norge             | 2 (VG-lista)     |
| Nya Zeeland       | 2 (NZ Listner)   |
| Schweiz           | 4                |
| Storbritannien    | 1                |
| Sverige           | 4 (Kvällstoppen) |
| Sverige           | 8 (Tio i topp)   |
| Västtyskland      | 19               |